# Thelasis micrantha
Thelasis micrantha là một loài thực vật có hoa trong họ Lan. Loài này được (Brongn.) J.J.Sm. miêu tả khoa học đầu tiên năm 1905.